# Mark Jenkins

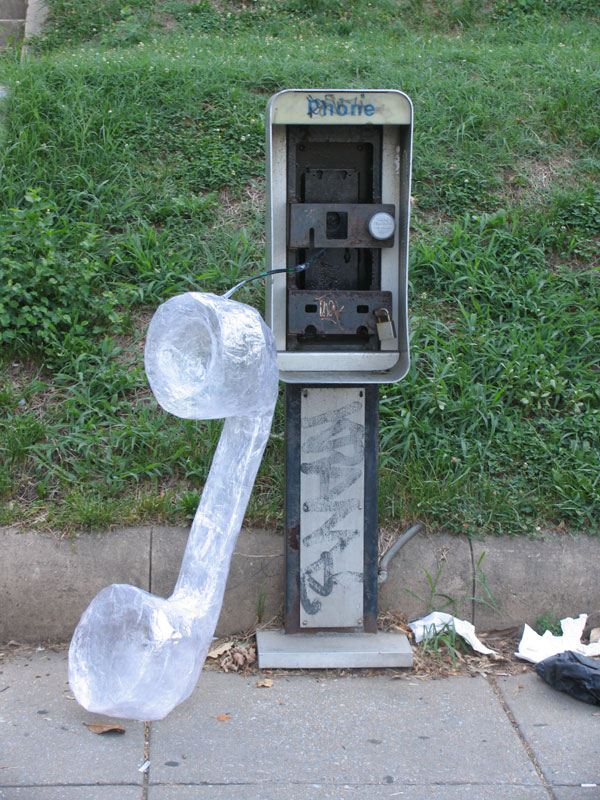
Callwaiting

Mark Jenkins, född 1970 i Virginia, USA, är en amerikansk konstnär mest känd för sina offentliga installationer och skulpturer av packtejp. Han är baserad i Washington DC, har en kandidatexamen i Geologi från Virginia Tech och är självlärd konstnär. Jenkins blev intresserad av konst och började experimentera med tejp som medium 2003 när han bodde i Rio De Janeiro. Första verket var en kopia av honom själv i tejp som han placerade på en soptipp.
Hans motiv är ofta kroppar, inte sällan hans egen, men också dockor, djur och olika vardags- och bruksföremål. Hans Embed series är en serie skulpturer formade efter hans egen kropp, klädda i hans avlagda kläder, placerade i situationer där de påminner om hemlösa och tiggare.
År 2008 gjorde Mark Jenkins ett uppmärksammat samarbete med Greenpeace där hans skulpturkroppar fick isbjörnshuvuden i en kampanj mot global uppvärmning och smältande polarisar.
Jenkins är intresserad av hur hans installationer samverkar med gaturummet och ser det som en del av verket att människor interagerar med och reagerar på dem. De lämnas ofta åt sitt öde vilket betyder att flertalet skulpturer slängs, förstörs eller försvinner. Verken har vid ett flertal tillfällen fått förbipasserande att ringa efter både polis och ambulans.